# DuPont
|  | Per a altres significats, vegeu «Dupont». |

DuPont (abreviació usual d'EI du Pont de Nemours and Co) és una empresa multinacional d'origen estatunidenca, dedicada fonamentalment a diverses branques industrials de la química, que actualment compta amb uns 59.000 empleats a tot el món, sent una de les més grans empreses de química del planeta (juntament amb altres com Basf o Dow Chemical Company). És famosa per haver desenvolupat materials tan coneguts com el vespel, el neoprè, el nylon, el plexiglàs, tefló, kevlar, el nomex, i el tyvek. A causa del seu costum de registrar com a marques els seus avenços, molts dels seus productes són encara més famosos que la mateixa companyia.
Va ser inaugurada el 19 juliol 1802 per Eleuthère Irénée du Pont de Nemours, prop de la ciutat de Wilmington (Delaware), Estats Units.
El març de 1988 l'empresa anuncià mitjançant Richard E. Heckert el seu canvi de parer respecte a continuar comercialitzant productes que generen clorofluorocarbonis, en el context de l'atenció que rebia el problema del forat de la capa d'ozó. Després d'anys negant que hi haguera raons per a deixar de comercialitzar aquests productes, a la segona meitat de març s'anuncià que pararien la comercialització d'aquests productes.
Una altra de les característiques que destaquen a aquesta empresa, és la seva immersió en el desenvolupament de biomaterials. Es tracta de desenvolupar materials que representin alternatives biològiques per a productes que es fabriquen actualment a la indústria química, principalment a partir del petroli. Ja han obtingut resultats reeixits generant polímers a partir del midó de blat de moro.